# 王灝儒
王灝儒（？—？），字心孩，山西太原府清源縣人，清朝初年政治人物。

## 生平
崇禎十五年（1642年）壬午科山西鄉試第二名舉人。明亡仕清，順治四年（1647年）丁亥科進士。授山東曹州知州，一年餘去職，歸鄉讀書。

## 著作
有《四書音辨》、《清徐縣志稿》若干卷。